# Юзеф Вольф
Юзеф (Осип Людвикович) Вольф (пол. Józef Ludwik Wolff; нар.15 грудня 1852, Варшава, Царство Польське, Російська імперія — †9 серпня 1900, Гайдельберг, Німецька імперія) — польський знавець геральдики та генеалогії, бібліофіл і книготорговець. Член-кореспондент Польської академії знань у м. Кракові.

## Життєпис
Син єврейського торговця й банкіра Людвіка Вольфа. Навчався на економічному факультеті університету в Лейпцигу. Після його закінчення працював у Торговому банку в м. Варшаві.
Пізніше Ю.Вольфа поглинула пристрасть до вивчення історії. Він переїхав до Санкт-Петербургу і зайнявся дослідженням документів про історію, генеалогії та просопографії правлячих, княжих та інших родів і осіб, які займали чільне становище у Великому князівстві Литовському.
З 1883 р. почали публікуватися роботи Ю.Вольфа з історії дворянства середньовічної держави, частини території якого нині входять до складу Білорусі, України, Литви, Латвії, Польщі (Підляшшя), Росії, Естонії.
Основним джерелом історичних даних для нього служила, крім архівів, литовська метрика — збори копій всіх документів, що вийшли з великокнязівської канцелярії і сейму Великого князівства Литовського.

## Праці
Капітальна праця польського історика Юзефа Вольфа про литовсько-руських князів, за багатством зібраного матеріалу (перш за все з книг Метрики) до сих пір не має собі рівних.
- Князья Кобринские. — Краков, 1883.
- Сенаторы и сановники Великого княжества Литовского 1386—1795 гг. — Краков, 1885.
- Пацови. Историко-генеалогические материалы — СПб., 1885.
- Еврей — министр короля Сигизмунда. Исторический очерк. — Краков, 1885 (репринтное издание — Тель-Авив, 1988)
- Род Гедимина. — Краков, 1886
- Князья литовско-русские с конца XIV века. — Варшава, 1895.
- Сапеги. — СПб., 1890—1893.

З неопублікованої спадщини Ю.Вольфа був його рукопис «Гербовник литовської шляхти», що згорів під час пожежі в бібліотеці Красинських у м. Варшаві в 1944 році.